# Emilio Serrano Ruiz
Emilio Serrano (Vitòria, 13 de març de 1850 - Madrid, 8 d'abril de 1939) va ser un compositor i pianista basc.
Més que per la seua pròpia obra, ha passat a la història per la seua tasca com a professor de tota una generació de compositors en haver accedit a la plaça de catedràtic de composició del Conservatori de Madrid l'any 1894, on entre altres alumnes i tingué a Julio Gómez García, succeint en aquest càrrec a Emilio Arrieta.
Va ser deixeble de Joaquín Espín y Guillén i Hilarión Eslava. Molt apreciat en la Cort, i havent estat mestre de música d'Isabel II, va apostar per la creació d'una òpera nacional. En la dècada del 1890 va estrenar diverses òperes que li van donar molta reputació.
Posteriorment es va orientar vers la sarsuela obtenint un cert èxit l'any 1924 amb La Bejarana
Va ser membre de la Real Academia de Bellas Artes de San Fernando de Madrid.

## Obres
Llista no exhaustiva

### Òpera
- 1882 Mitrídates
- 1890 Giovanna la Pazza, Teatro Real de Madrid
- 1891 Irene de Ortranto, Teatre Real de Madrid
- 1898 Gonzalo de Córdoba, Teatre Real de Madrid
- La maja de rumbo, Teatre Colón de Buenos Aires

### Sarsuela
- 1924 La Bejarana, en col·laboració amb Francisco Alonso
- 1929 El romeral, en col·laboració amb Fernando Díaz Gilés

### Altes obres
- 1887 Simfonia en Mi bemoll
- 1908 La primera salida de Don Quijote, poema simfònic
- Quartet de corda en re menor
- Canciones del hogar, per a veu i orquestra